# Chlorophytum dianellifolium
Chlorophytum dianellifolium är en sparrisväxtart som först beskrevs av John Gilbert Baker, och fick sitt nu gällande namn av Joseph Marie Henry Alfred Perrier de la Bâthie. Chlorophytum dianellifolium ingår i släktet ampelliljor, och familjen sparrisväxter. Inga underarter finns listade i Catalogue of Life.